# 雷電快打2
雷電快打2（英文：Raiden Fighters 2: Operation Hell Drive）是Seibu於1997年推出的縱向捲軸射擊遊戲，上一代為雷電快打。此遊戲是Seibu所開發的雷電系列遊戲之一，所以也與雷電II﹑雷電DX等有相似的地方。

## 與一般雷電系列的不同
一般雷電系列的遊戲只供一款戰機使用，雷電快打2與雷電快打一樣，不同的是玩家可選擇不同的戰機，而每戰機都有不同的特殊功能，如可發射飛彈和噴火，不像雷電II﹑雷電DX和雷電III只有三種武器。而雷電快打2也新加了Hybrid Attack，如玩家互相接近對方，同時使用必殺技即可啟動。還有，雷電快打2也新加了更多的額外獎勵，除了之前的小仙子之外，還有可拿到100,000分，一秒內毀掉兩重要敵人的"Destroyed at a time!"等等。

## 遊戲

### 關卡
主要分為三部份，前兩部份有兩關，第三部份只有一關，每一部份即為一任務。而值得一提的是，每一任務前兩關是隨意供玩家玩的。

#### 第一任務
- 盟軍機場：BOSS為以渦輪控制的舊式戰機。
- 濕地：BOSS為巨型坦克。
- 火車軌道：BOSS的名字是Violet Head，它是一輛有十卡車廂的巨型火車。

#### 第二任務
- 海灘：BOSS為海陸兩用巨型坦克。
- 天空：BOSS為Hummingbird XB-3戰鬥機。
- 沙漠：BOSS的名字是Sand Lobster，它是一輛超級巨型運輸坦克。

#### 第三任務
- 城市﹑基地：最於BOSS在此，為一巨型戰鬥機，名字為Red Eye。其實此關卡應該有兩個BOSS，玩家需要擊敗名為Rafflesia的攻擊基地，才可面對Red Eye。

## 戰機
雷電快打2新加了不少戰機，有些戰機將主要和次要武器顛倒，不過其他的都原則不變。

雷電快打2也提供了九神秘戰機，其中包括小仙子和雷電DX的戰機強化版，這裡 （页面存档备份，存于）可提供得到神秘戰機的方法。

## 外部連結
- 雷電快打2官方網站 （页面存档备份，存于）